# Vitex duckei
Vitex duckei là một loài thực vật có hoa trong họ Hoa môi. Loài này được Huber miêu tả khoa học đầu tiên năm 1908.